# Dansk Automobil Byggeri

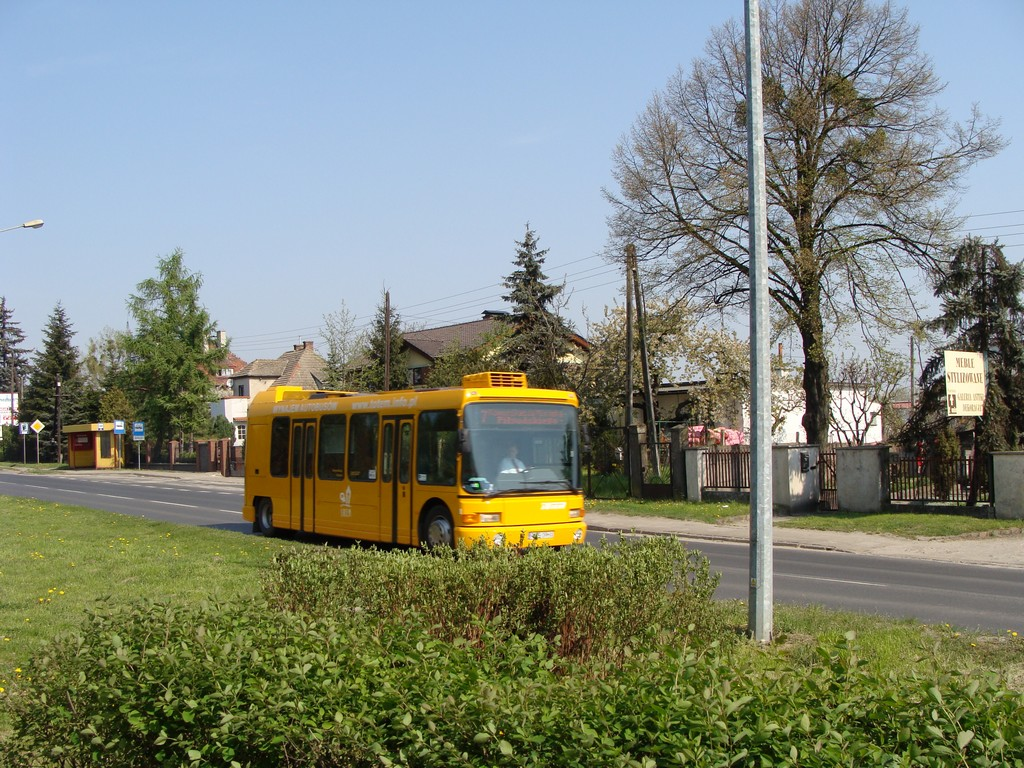
DAB 11-0860S w Śremie

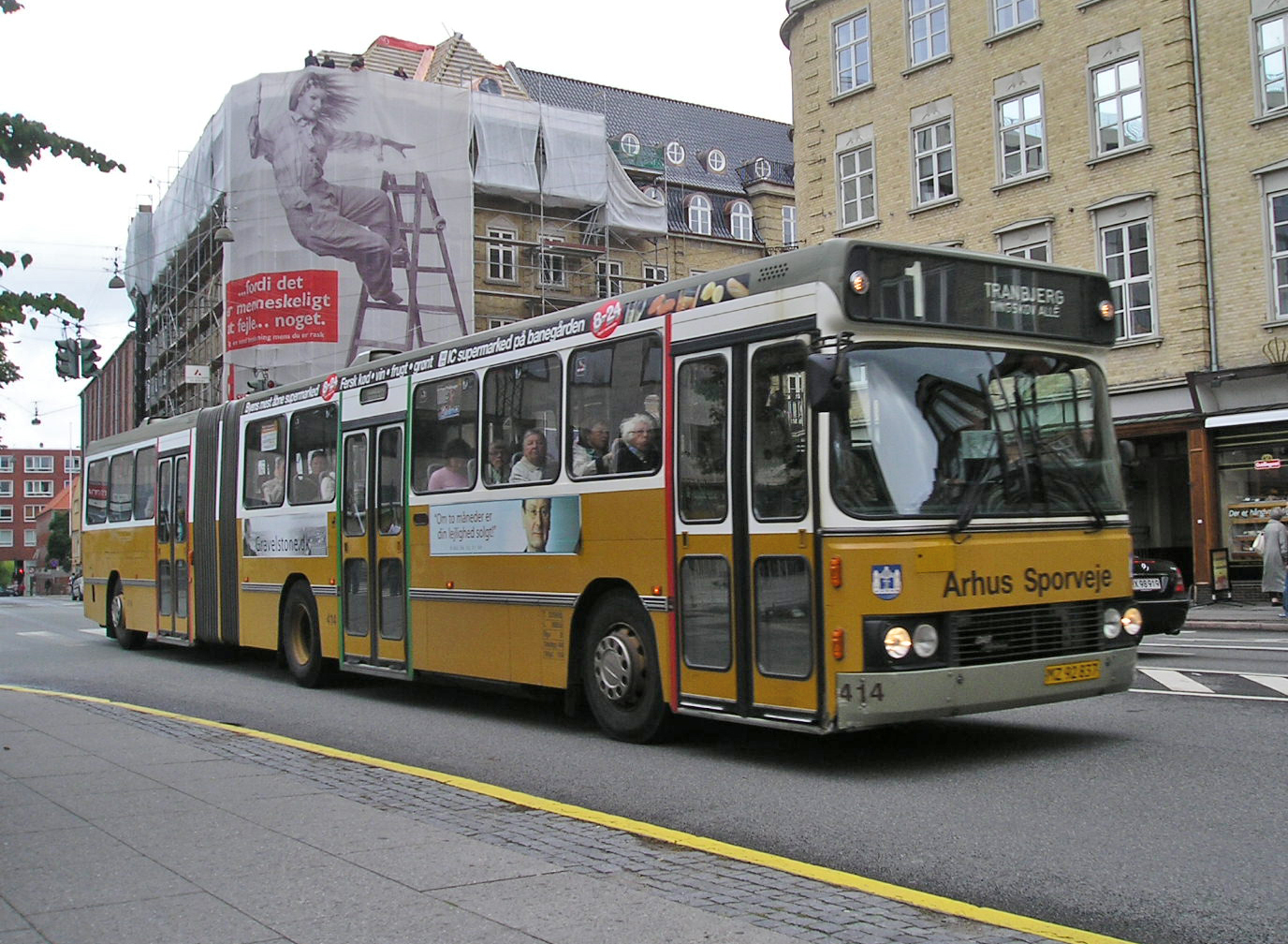
DAB 12-1800B

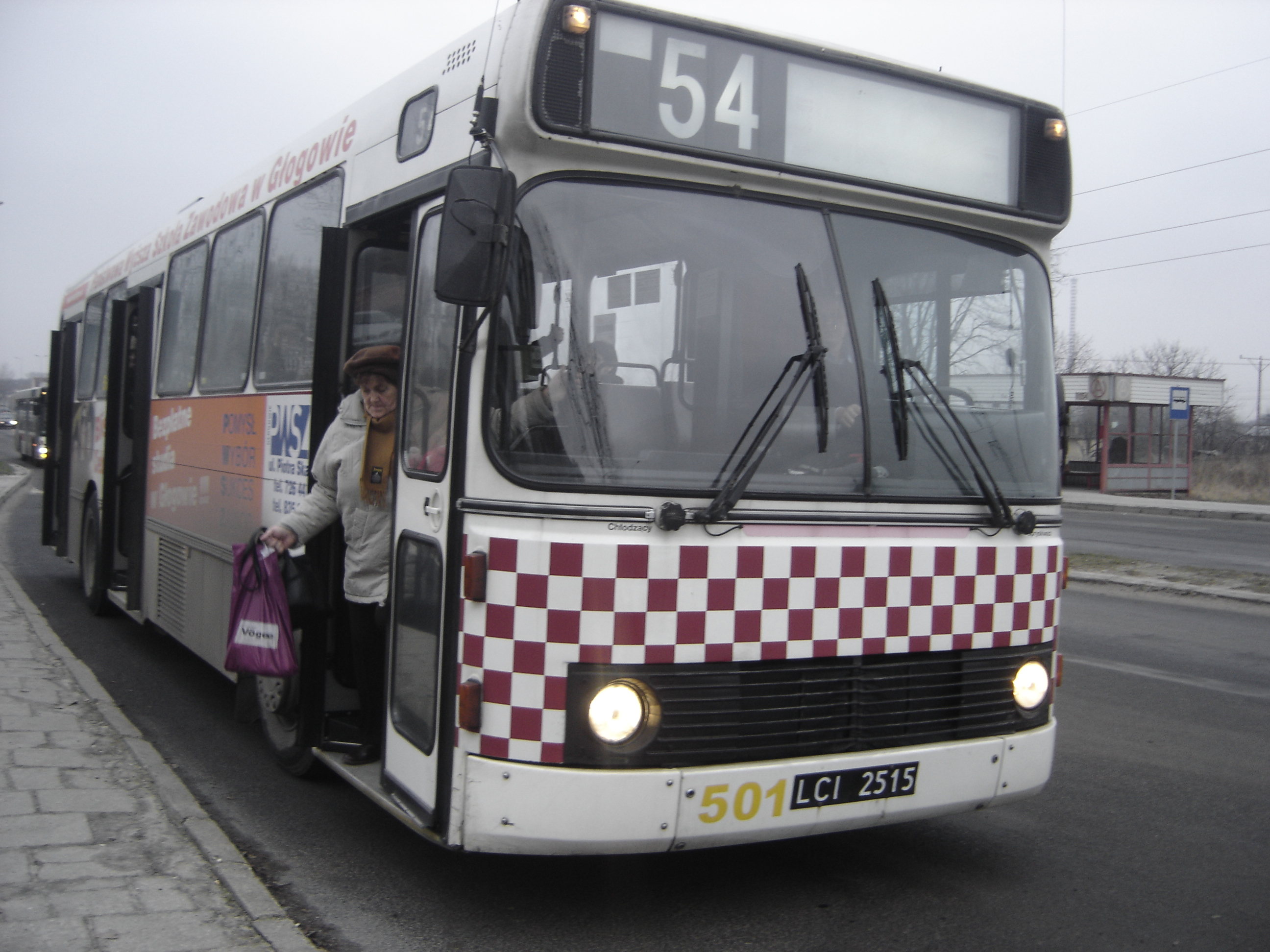
DAB 12-1200B

Dansk Automobil Byggeri A/S (DAB) – duńska firma produkująca głównie autobusy pod własną marką. Początkowo produkowała również ciężarówki. Firma istniała od 1912 roku do końca lat 90. XX wieku.

## Historia
Firma Dansk Automobil Byggeri A/S (DAB) powstała w 1912 roku w mieście Silkeborg w Danii z inicjatywy I.W. Darra. Początkowo przedsiębiorstwo zajmowało się produkcją ciężarówek. W 1953 roku firma DAB rozpoczęła współpracę z Leyland Motors of Great Britain, wykorzystując do budowy autobusów części produkowane w tym przedsiębiorstwie. W 1961 r Leyland przejął firmę DAB i zmienił jej nazwę na Leyland-DAB.
Od 1964 roku DAB budował autobusy oznaczając je jako "Serie 1-15", z wyjątkiem serii 13 i 14, których nie wybudowano. Serie 1-9 posiadały przeważnie silniki Leyland, następne silniki DAF. Wykorzystywano podwozia firm DAF i Den Oudsten.
W 1987 r za sprawą grupy byłych menedżerów firmy, DAB ponownie stał się niezależny i wrócił do nazwy DAB-Silkeborg a/s. Przez pewien czas firma należała do holdingu United Bus. Po jego upadku została przejęta przez własny zarząd. W latach 90. zdolności produkcyjne firmy sięgały 250 szt. autobusów rocznie. W 1993 roku powstało ich 212 szt.
Najpopularniejszymi były modele DAB 1200B, DAB 1200C, DAB 1800B z lat 80. i 90. XX wieku. Sprzedawane były głównie na rynku duńskim. Firma w 1994 roku została kupiona przez firmę Scania. Dwa lata później, przyjęła nazwę Scania Busser Silkeborg AS. W 1999 roku zaniechano produkcji modeli generacji 12 i 15, na korzyść Scanii. Ze względu na problemy firmy, Scania sprzedała fabrykę firmie Vest Busscar z Norwegii w lutym 2002 roku, używając po raz ostatni nazwy DAB. Przemianowana na Vest-Busscar Silkeborg A/S firma, oprócz kontynuowania produkcji modeli OmniCity dla Scanii, wytwarzało modele Vest V10 i V25. Kryzys ekonomiczny w Ameryce Południowej i powiązane z nią problemy udziałowca firmy, Busscar Ônibus SA z uruchomieniem produkcji autobusów, których montaż końcowy miał mieć miejsce w Silkeborg, przyczyniły się do podjęcia decyzji o złożeniu wniosku o upadłość 13 lutego 2003 r.

## Serie i modele pojazdów

### Gama DAB
- Seria 1. - powstała w 1964 roku.
- Seria 2. - powstała w 1967 roku.
- Seria 3. i 4. - powstała w latach 70. XX wieku.
- Seria 5 - powstała w latach 70. XX wieku, modele: LS575-680/3, LS575-680/5, LS575-690/3, LS575-690/4, LS575-690/5,
- Seria 6 - powstała w latach 70. XX wieku, modele: LIDRT 6857/3, 6-12-TL11/3, 6-3-TL11/3, 6-4/12-TL11/4, 6-5-690/3,
- Seria 7 - powstała w 1983 roku, modele: 7-948L, 7-1024B, 7-1024L, 7-1200B, 7-1200L, 7-1200T, 7-1800B, 7-1800L, 7-1800T,
- Seria 8.-11.: 8-1200B, 9-948L, 11-0860 S,
- Seria 12: 12-1200B, 12-1200C, 12-1200L, 12-1200T, 12-1800B, 12-1800L, 12-1800T,
- Seria 15: 15-1200B, 15-1200C.

### Gama Leyland
- Leyland Lion[5][6]
- Leyland Tiger[7][8]

### Gama Scania
- Scania OmniCity
- Scania OmniLink
- Scania OmniLine

### Gama Vest
- Vest V10
- Vest V25

## Autobusy DAB w Polsce
Firma Dansk Automobil Byggeri A/S po raz pierwszy sprzedawała swoje autobusy do Polski już w latach 50. i 60. Do roku 1964 było ich łącznie około 200. Potem, na skutek decyzji politycznych, importu zaniechano.
Po raz kolejny autobusy marki DAB sprowadzano do Polski od początku lat 90. XX wieku, głównie kilku lub kilkunastoletnie pojazdy używane, lecz nawet te ostatnie cieszą się popularnością spowodowaną ich bardzo niską awaryjnością i długim okresem żywotności (aluminiowa konstrukcja). Nadal można spotkać w polskich miastach pojazdy marki DAB, które mają ponad 25 lat i są eksploatowane. W Koszalinie w połowie lat 90. powstała nawet montownia tej marki, powstało około 11 pojazdów, w tym po dwie sztuki dla MZK Koszalin, dla Gliwic, Żywca, Głogowa, Olkusza oraz trzy dla Olsztyna.
Pojazdy marki DAB stanowią tabor wielu przedsiębiorstw komunikacji miejskiej oraz spółek PKS, a także innych przewoźników.